# 297-es busz (Budapest)
A budapesti 297-es jelzésű autóbusz Rákoscsaba-Újtelep vasútállomás és a Nyeremény utca között közlekedik. A vonalat a Budapesti Közlekedési Zrt. üzemelteti. A járaton mikrobuszok közlekednek, 6 és 9 óra, valamint 14 és 19 óra között fix menetrenddel, egyéb időszakban telebusz rendszerben, csak igény esetén.

## Története
A járat 2014. október 6-ától közlekedik.

## Útvonala
| Nyeremény utca felé |
| Rákoscsaba-Újtelep vasútállomás vá. – Váltóőr utca – Rák utca – Gázló utca – Szabadság sugárút – Péceli út – Szabadság sugárút – Agyagos utca – Nápoly utca – Nyeremény utca – Nyeremény utca vá. |
| Rákoscsaba-Újtelep vasútállomás felé |
| Nyeremény utca vá. – Nyeremény utca – Szabadság sugárút – Péceli út – Szabadság sugárút – Váltóőr utca – Rákoscsaba-Újtelep vasútállomás vá.                                                      |

## Megállóhelyei
| 0 | Rákoscsaba-Újtelep vasútállomás végállomás | 6 | 98, 176E, 275 S80               |
| 2 | Szabadság sugárút / Péceli út              | 4 | 161, 161E, 162, 169E, 202E, 262 |
| 3 | Nyitány utca                               | 3 |                                 |
| 4 | Öntöző utca                                | 2 |                                 |
| 5 | Pestvidék utca                             | 1 |                                 |
| 6 | Derkovits tér                              | ∫ |                                 |
| 7 | Nyeremény utca végállomás                  | 0 |                                 |